# Serie de Asia
La Serie de Asia fue una competencia internacional de béisbol profesional de Asia en la que participaban China, Corea del Sur, Japón, Taiwán y, en sus últimas ediciones, Australia y Europa. La Serie de Asia reúnía anualmente a los equipos campeones de la Serie de Japón, la Serie Coreana, la Serie de Taiwán, la Liga de Australia, el equipo China Stars en representación de la Liga de Béisbol China, donde se elegían a los mejores peloteros, y un equipo invitado de la Confederación Europea de Béisbol. La primera copa se organizó entre el 10 y 13 de noviembre de 2005 bajo el patrocinio de Konami.
Los equipos debían enfrentarse entre sí para avanzar al Round Robin, donde los dos mejores clubes se enfrentaban en una final. En 2013 se jugó su última edición y por problemas de calendario no se volvió a organizar el evento

## Resultados
| Temporada     | Campeón                      | Marcador | Subcampeón                   |
| ------------- | ---------------------------- | -------- | ---------------------------- |
| 2005 Detalles | Marinos de Chiba Lotte       | 5 - 3    | Leones Samsung               |
| 2006 Detalles | Hokkaido Nippon Ham Fighters | 1 - 0    | Osos La New                  |
| 2007 Detalles | Dragones de Chunichi         | 6 - 5    | SK Wyverns                   |
| 2008 Detalles | Saitama Seibu Lions          | 1 - 0    | Uni-President 7-Eleven Lions |
| 2011 Detalles | Leones Samsung               | 5 - 3    | Fukuoka SoftBank Hawks       |
| 2012 Detalles | Yomiuri Giants               | 6 - 3    | Lamigo Monkeys               |
| 2013 Detalles | Canberra Cavalry             | 14 - 4   | Uni-President 7-Eleven Lions |

### Títulos por país
| Equipo        | Cantidad | Años |
| ------------- | -------- | --- |
| Japón         | 5        | Serie de Asia Copa Konami 2005, Serie de Asia Copa Konami 2006, Serie de Asia Copa Konami 2007, Serie de Asia Copa Konami 2008, Serie de Asia Copa Konami 2012 |
| Corea del Sur | 1        | Serie de Asia Copa Konami 2011 |
| Australia     | 1        | Serie de Asia Copa Konami 2013 |

### Títulos por equipo
| Equipo                       | Cantidad | Años                           |
| ---------------------------- | -------- | ------------------------------ |
| Marinos de Chiba Lotte       | 1        | Serie de Asia Copa Konami 2005 |
| Hokkaido Nippon Ham Fighters | 1        | Serie de Asia Copa Konami 2006 |
| Dragones de Chunichi         | 1        | Serie de Asia Copa Konami 2007 |
| Saitama Seibu Lions          | 1        | Serie de Asia Copa Konami 2008 |
| Leones Samsung               | 1        | Serie de Asia Copa Konami 2011 |
| Yomiuri Giants               | 1        | Serie de Asia Copa Konami 2012 |
| Canberra Cavalry             | 1        | Serie de Asia Copa Konami 2013 |